# Chilehexops australis
Espèce
Synonymes
- Accola australis Mello-Leitão, 1939

Chilehexops australis est une espèce d'araignées mygalomorphes de la famille des Euagridae.

## Distribution
Cette espèce est endémique du Chili. Elle se rencontre dans les régions d'Atacama, de Coquimbo, de Valparaíso et de Santiago.

## Description
La femelle holotype mesure 6,5 mm.
La carapace de la femelle holotype mesure 2,39 mm de long sur 1,81 mm et la carapace du mâle mesure 1,54 mm de long sur 1,16 mm.

## Systématique et taxinomie
Cette espèce a été décrite sous le protonyme Accola australis par Mello-Leitão en 1939. Elle est placée dans le genre Chilehexops par Coyle en 1986.

## Publication originale
- Mello-Leitão, 1939 : Araignées américaines du Musee d'histoire naturelle de Bâle. Revue Suisse de Zoologie, vol. 46, p. 43-93 (texte intégral).